# Калгурлі
Калгурлі (англ. Kalgoorlie, Kalgoorlie-Boulder) — місто на території австралійського штату Західна Австралія. розташоване приблизно за 595 км на північний схід від міста Перт. Засноване в 1893 році під час золотої лихоманки в регіоні. Великий центр видобутку золота.
Калгурлі офіційно отримав статус міста після злиття в 1989 році однойменного населеного пункту і графства Боулдер. Згідно з переписом 2006 року, чисельність населення міста становить 28 246 осіб, що робить його п'ятим за чисельністю населення містом Західної Австралії.

## Історія
Назва міста має аборигенське походження і перекладається з однієї з мов австралійських аборигенів як «місце шовковистої груші». Місто було засноване 17 червня 1893 року золотошукачем Патріком Хенненом, який виявив поблизу велике родовище золота, досі вважається одним з найбільших в Австралії (цю місцевість часто називають «Золотою милею»). З тих пір основним заняттям місцевих жителів стали розробки золота, а також інших корисних копалин (насамперед, нікелю).
У 1896 році до населеного пункту була побудована залізниця. До 1917 року будівництво гілки було повністю закінчено, і вона зв'язала Калгурлі з містом Порт-Огаста на території Південної Австралії.

## Промисловість
У безпосередній близькості від міста розташоване золотоносне родовище Калгурлі (видобуток золота ведеться в ньому відкритим способом), довжина якого становить близько 3,6 км, ширина — 1,6 км, а глибина залягання — 512 м.

## Клімат
Місто знаходиться у зоні, котра характеризується кліматом напівпустель. Найтепліший місяць — січень із середньою температурою 26.1 °C (79 °F). Найхолодніший місяць — липень, із середньою температурою 10.6 °С (51 °F).
| Клімат Калгурлі         | Клімат Калгурлі | Клімат Калгурлі | Клімат Калгурлі | Клімат Калгурлі | Клімат Калгурлі | Клімат Калгурлі | Клімат Калгурлі | Клімат Калгурлі | Клімат Калгурлі | Клімат Калгурлі | Клімат Калгурлі | Клімат Калгурлі | Клімат Калгурлі |
| Показник                | Січ.            | Лют.            | Бер.            | Квіт.           | Трав.           | Черв.           | Лип.            | Серп.           | Вер.            | Жовт.           | Лист.           | Груд.           | Рік             |
| Абсолютний максимум, °C | 46              | 44              | 44              | 38              | 32              | 27              | 28              | 29              | 36              | 40              | 41              | 45              | 46              |
| Середній максимум, °C   | 33              | 32              | 29              | 25              | 20              | 17              | 16              | 18              | 22              | 25              | 28              | 32              | 25              |
| Середня температура, °C | 26              | 25              | 22              | 18              | 14              | 11              | 10              | 12              | 15              | 18              | 21              | 24              | 18              |
| Середній мінімум, °C    | 18              | 17              | 16              | 12              | 8               | 6               | 5               | 5               | 7               | 11              | 13              | 16              | 11              |
| Абсолютний мінімум, °C  | 8               | 8               | 6               | 1               | −1              | −2              | −3              | −2              | 0               | −1              | 3               | 5               | −3              |
| Норма опадів, мм        | 20              | 20              | 20              | 20              | 20              | 30              | 20              | 20              | 10              | 10              | 10              | 10              | 250             |
| ----------------------- | --------------- | --------------- | --------------- | --------------- | --------------- | --------------- | --------------- | --------------- | --------------- | --------------- | --------------- | --------------- | --------------- |
| Джерело: Weatherbase    |                 |                 |                 |                 |                 |                 |                 |                 |                 |                 |                 |                 |                 |

## Галерея

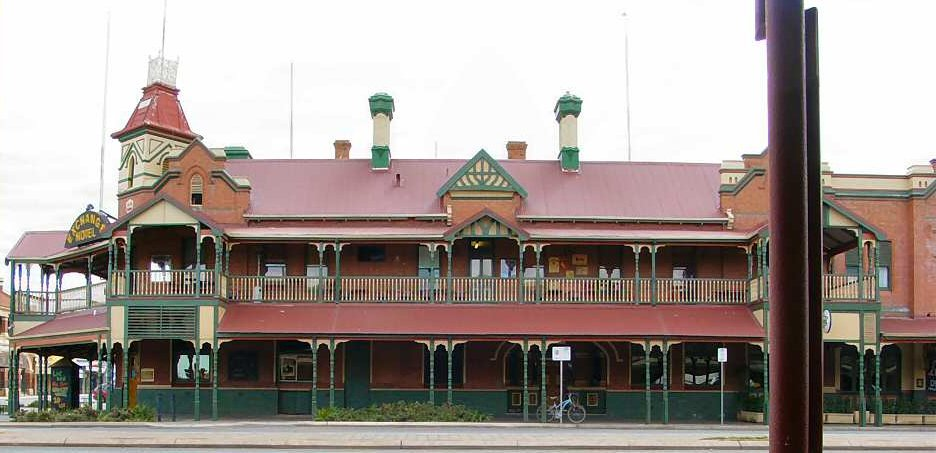
Готель «Exchange».
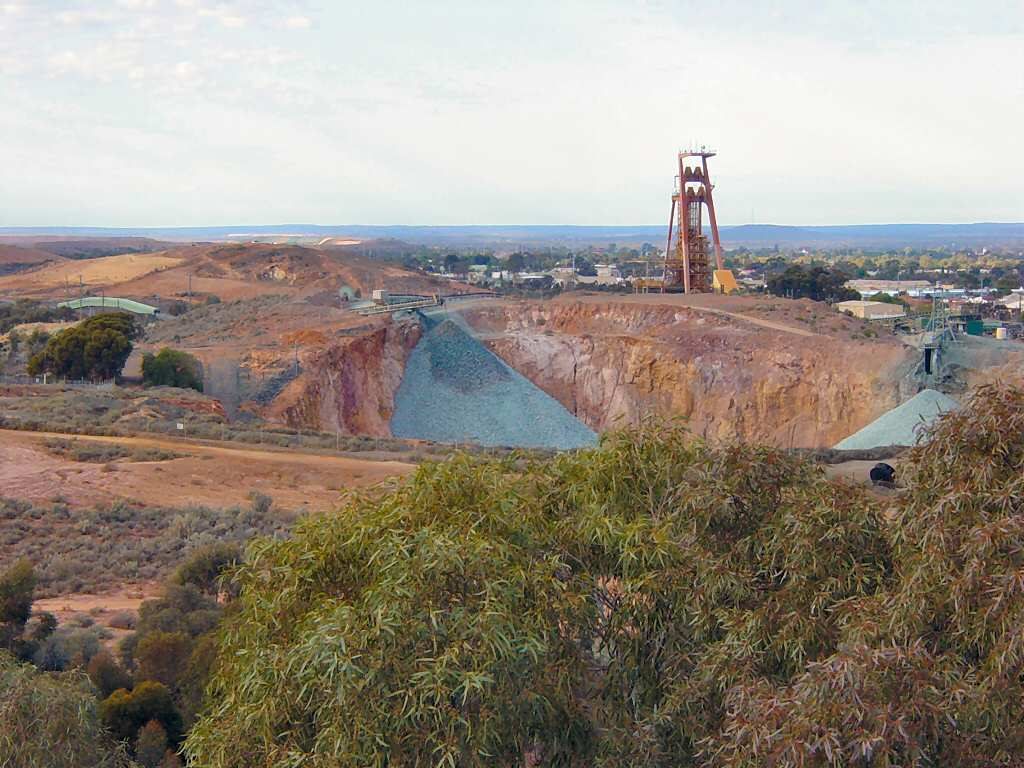
Золоті копальні.
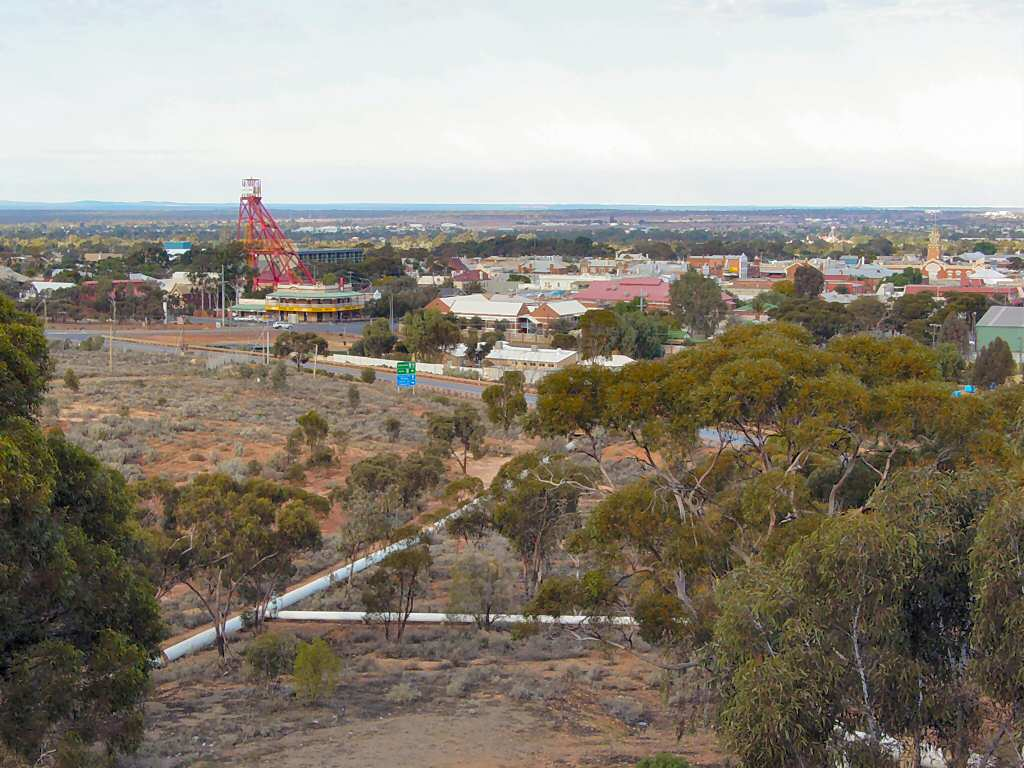
Вид на місто із височини.
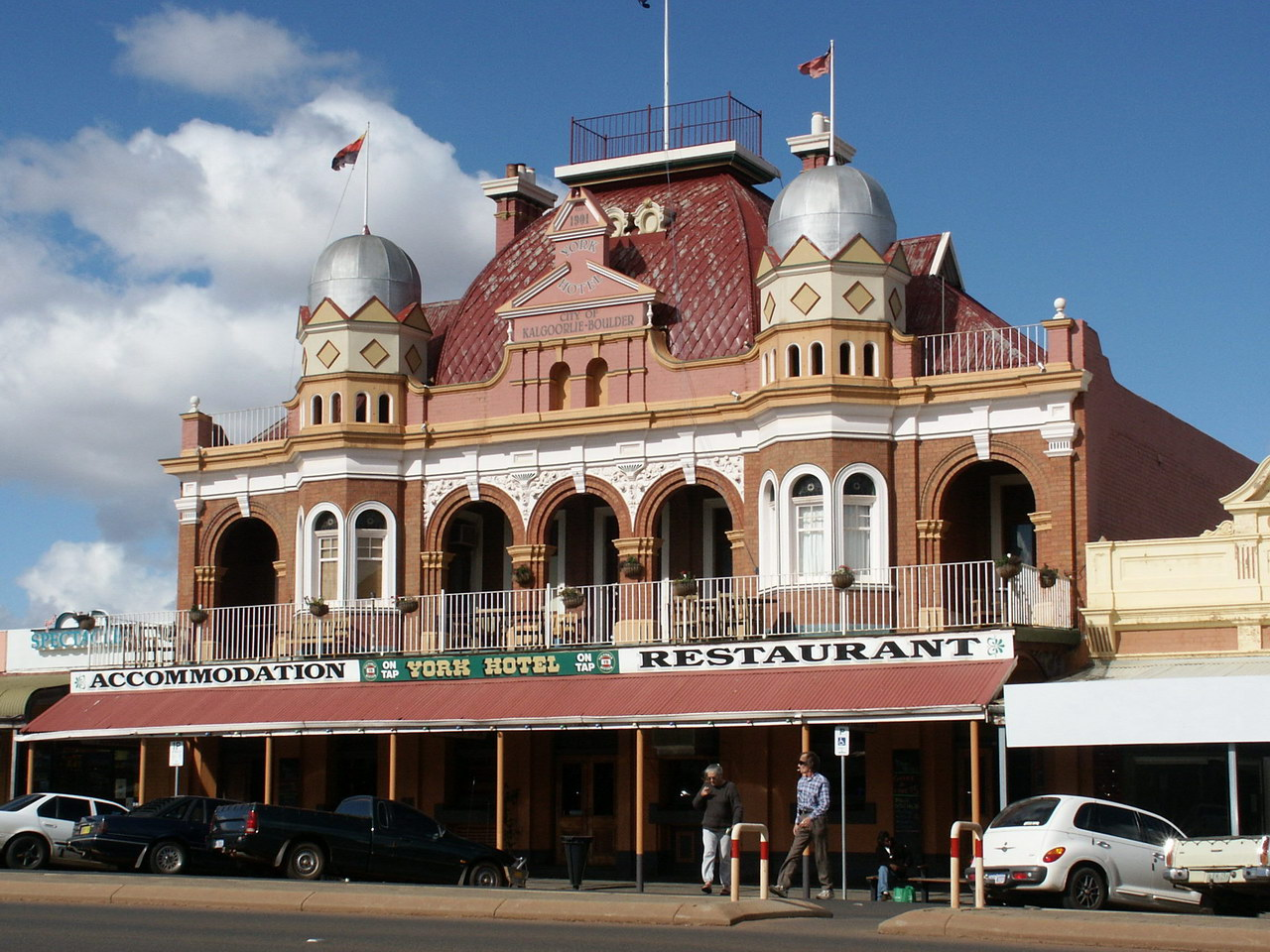
Готель «York».
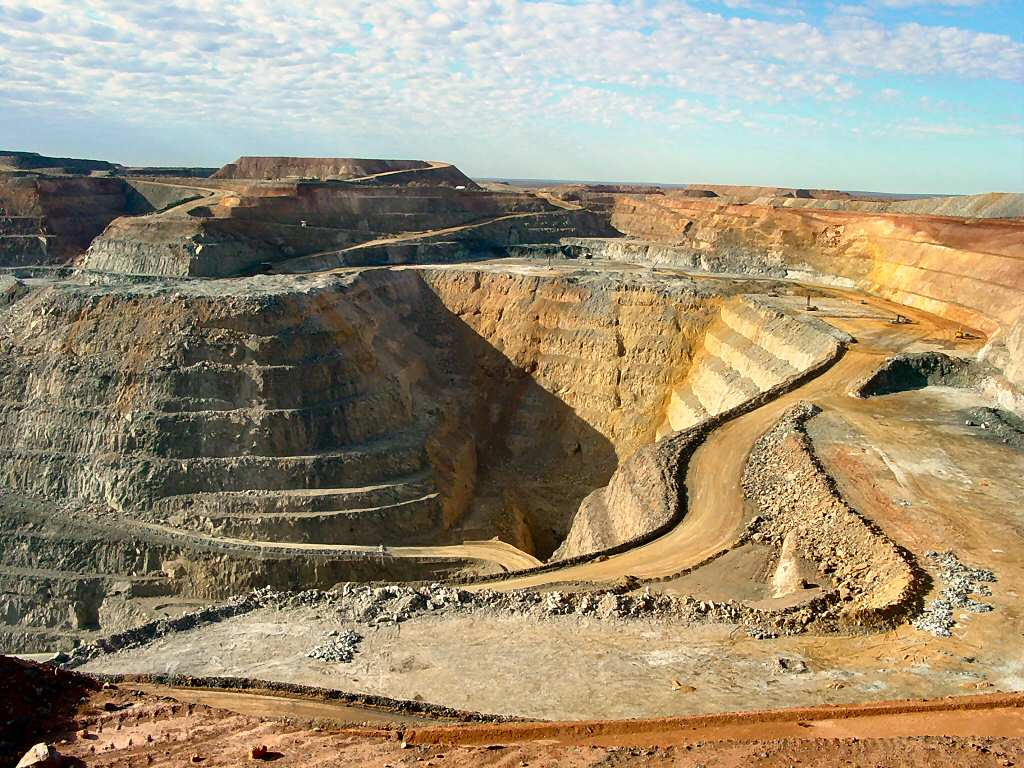
золотоносне родовище «Super Pit».
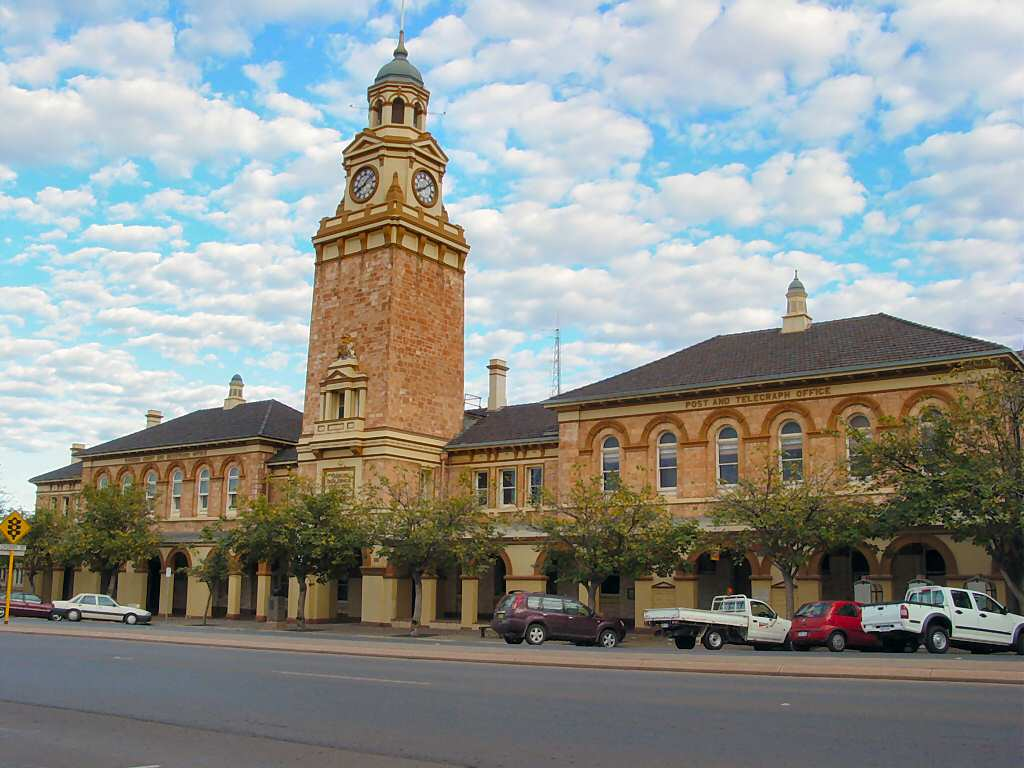
Історична будівля пошти міста.
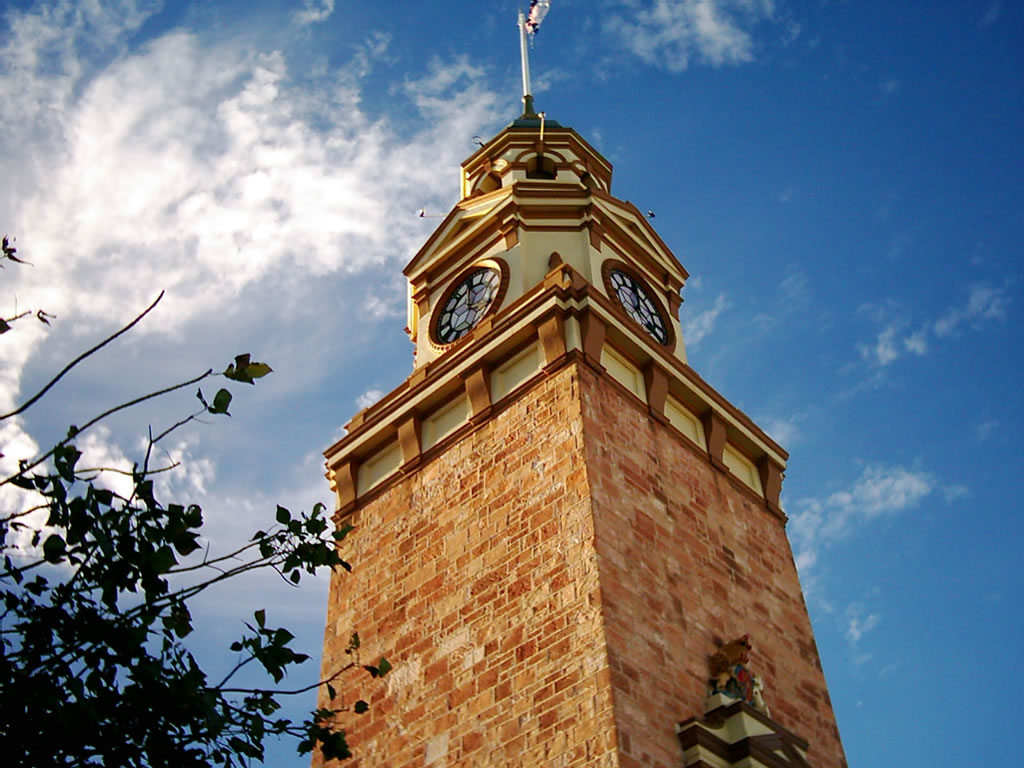
Вежа історичної будівлі пошти міста.
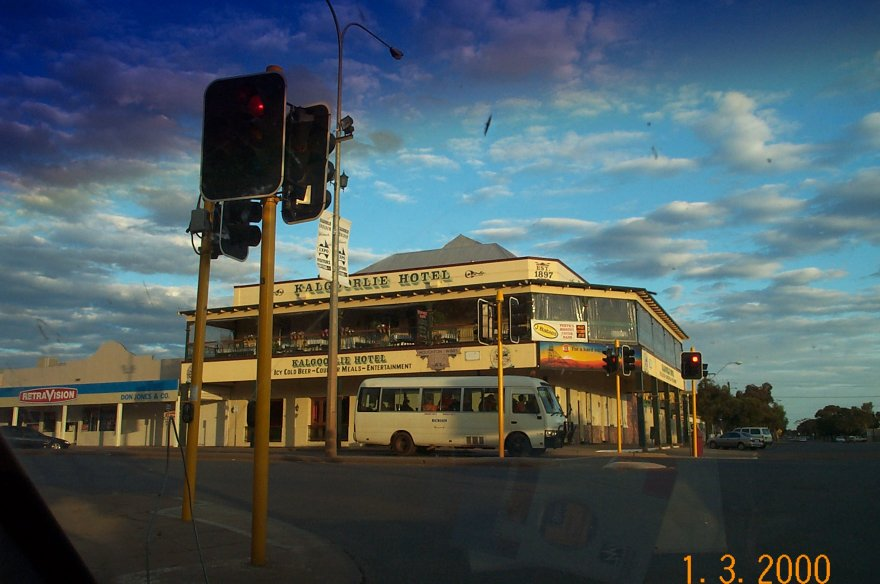
Готель міста.